# Lipinia vulcania
Espèce
Statut de conservation UICN

 DD  : Données insuffisantes
Lipinia vulcania est une espèce de sauriens de la famille des Scincidae.

## Répartition
Cette espèce est endémique des Philippines. Elle se rencontre sur les îles de Mindanao et de Luçon.

## Publication originale
- Girard, 1858 "1857" : Descriptions of some new Reptiles, collected by the US. Exploring Expedition under the command of Capt. Charles Wilkes, U.S.N. Fourth Part. Proceedings of the Academy of Natural Sciences of Philadelphia, vol. 9, p. 195-199 (texte intégral).